# هانتر (نيويورك)
هانتر (بالإنجليزية: Hunter, New York)‏ هي بلدة أمريكية تقع في الولايات المتحدة في نيويورك (ولاية). يقدر عدد سكانها بـ 2,732 نسمة .